# Тайна Снежной королевы
«Тайна Снежной королевы» — двухсерийный художественный фильм режиссёра Николая Александровича, поставленный в 1986 году по мотивам сказки Ханса Кристиана Андерсена «Снежная королева».

## Сюжет

### Первая серия
В начале фильма зрителя знакомят с Голосом сказки, который знает все сказки Х. К. Андерсена и следит за тем, чтобы в них был порядок, но поскольку он — всего лишь рассказчик, живое воплощение авторского текста («Должен же голос откуда-то исходить»), сам он не вправе изменить их, даже если это пойдёт во благо — например, если сказочный герой в конце умирает, значит, так и должно быть. Голос собирается рассказать сказку о Снежной королеве, но тут всплывает пренеприятное обстоятельство — могущественная и коварная Королева (которой спустя много лет после того, как Андерсен написал сказку о ней, надоело просто похищать детей) раскрыла ему тайну, которая в корне меняет весь сюжет — она открыла «ледяную школу», где каждый ученик становится бездушным эгоистом, живущим лишь по принципу «мне всё равно». Теперь она охотится на подростков, которые ещё не повзрослели, но уже считают себя выше малышей, и от этого их сердца постепенно «леденеют» — во всех смыслах этого слова. Снежная королева считает, что иметь в груди «холодное, твёрдое» сердце гораздо выгоднее, чем «тёплую лужицу», а если лишить людей чувств и заставить их обходить друг друга стороной, они не смогут не только дружить и любить, но и конфликтовать между собой. В «ледяную школу» принимают даже растения, которых учат расти «только для себя, даже запахи на других не растрачивать».
Разгневанный Голос сказки спешит к дому Герды и Кея. Те стали старше и думают о том, как грустно расставаться с детством. Однако Снежная королева, наблюдавшая за ними через ледяной «телевизор», внушает Кею, что «быть взрослым — значит, быть выше всех маленьких». Воодушевлённый этими словами, юноша подходит к окну и распахивает его, чтобы крикнуть проходящим внизу людям, «какие они маленькие». Герда, заподозрив неладное, уговаривает друга закрыть окно, но тот лишь злобно смеётся в ответ и продолжает звать прохожих. Королева отвечает Кею эхом, после чего приказывает снежинкам унести его в своё царство. Свет гаснет, в комнату залетает вьюга, и Кей исчезает.
Очнувшись, Герда открывает книжку про Снежную королеву и с удивлением обнаруживает там изображение Кея. Появляется Голос сказки и говорит ей, что Королева действительно его похитила. Девушка колеблется, но всё же решает спасти друга. Тогда Голос, пользуясь своей должностью, делает так, чтобы посреди зимы наступила весна. Он объясняет Герде, насколько трудным и долгим будет её приключение и даёт ей спичку, которую взял из рук замёрзшей девочки из другой сказки Андерсена. Чтобы победить Королеву и освободить товарища, Герда должна сжечь эту спичку, пока не обожжёт ею палец — как говорится, иногда «до боли хочется» что-либо сделать, а в сказках подобные выражения обретают буквальный смысл. Также Голос ставит условие — «не упустить лета» (ибо чем ближе к зиме, тем сильнее Королева), а на вопрос о том, как же к ней попасть, отвечает, что лучше всего спросить об этом у цветов — их корни иногда переплетаются, и они таким образом делятся информацией друг с другом.
Героиня отправляется на поиски. Снежная королева, узнав об этом, посылает ей вслед своего слугу — Снеговика. Следуя указаниям хозяйки, Снеговик настигает Герду в лесу и, завоевав её доверие, жертвует собой, растаяв под весенним солнцем. Герда поливает траву талой водой, однако попадает в ловушку — вокруг неё вырастают высокие каменные стены, а появившиеся растения — самовлюблённый Нарцисс, наглые Крапивные побеги и Вьюнок, буквально смотрящий на всех свысока — отказываются ей помогать, так как все они были учениками Королевы. Так девушка остаётся в западне до самой осени, пока ту не размывает ливень.

### Вторая серия
Продрогшая (но не простывшая, как надеялась Снежная королева) от осеннего проливного дождя, Герда встречается с самой госпожой Осенью. Осень, пожалев девушку и узнав, кто она такая, дарит ей свой плащ и советует обратиться за помощью к местному барону, живущему в замке неподалёку. Тот страдает из-за того, что про него когда-то забыли сказать «жил да был», и с тех пор у него экзистенциальный кризис — люди стали звать его не иначе как «Барон, Которого Нет», в результате чего от него ушли и жена, и все придворные, оставив хозяина в полном одиночестве. В ходе разговора с ним выясняется, что он тоже в долгу у Снежной королевы — та неоднократно поставляла ему мороженое, но барон так увлёкся, что растратил всю казну и даже был вынужден отдать свою золотую корону в обмен на новые порции. В качестве компенсации за неуплату долгов Королева поручает владыке убить Герду, но у него не хватает смелости для столь жестокого поступка, поэтому ему приходит мысль отправить девушку к лесным разбойникам, атаман которых — бывшая баронесса. Кроме того, барон проговаривается, что бандиты держат в плену северного оленя. Герда злится, узнав правду — она решает сама найти разбойников и оленя, который довёз бы её до дворца Снежной королевы.
Добравшись до разбойничьей хижины, Герда встречает там Атаманшу и её подопечных — Мельника (отца Карабаса и его братьев из «Кота в сапогах»), Свинопаса, Башмачника и Звездочёта. Когда-то эти четверо были простыми сказочными жителями, но ушли в разбой, так как, по их словам, невозможно работать и жить припеваючи при «несуществующем» правителе. Но и бандитская жизнь для них — сплошное разочарование. Они пытаются напугать девушку, но тщетно, и в итоге, устав от грабежей и нищеты, разбредаются каждый по своим сказкам.
Тем временем Снежная королева предлагает Кею «весь мир и пару коньков» в награду за прилежное обучение, но юноша, несмотря на полное безразличие, всё же скучает по Герде, объясняя это тем, что «привык» к ней. Королеву впечатляет такое заявление (ведь привычка не вызывает никаких чувств, а значит, не опасна), и она решает сама привести Герду во дворец, вместо того чтобы ждать её прихода.
У хижины бандитов Голос сказки, отыскавший наконец след Герды, высказывает Атаманше своё возмущение тем, что всё опять пошло не по сюжету. Та, в свою очередь, упрекает его в несчастной судьбе своего мужа-барона, от которой теперь страдает сама. Когда же речь заходит об олене, Атаманша убедительно отвечает, что он у неё есть. После этого Голос спешит к Королеве, и узнав, что та собирается за Гердой, удивляется столь странному поступку. Всё оказалось куда хитрее: злодейка построила волшебное зеркало, при взгляде в которое отражение посмотревшего начинает жить своей жизнью. Таким образом она намерена избавиться от девушки, подсунув Кею вместо неё «идеальную», по её меркам, Герду — с таким же холодным сердцем, как у её учеников. Голос грозится лично уничтожить и зеркало, и Королеву, на что та отвечает, что у него ничего не получится, дует на рассказчика, чтобы он охрип, и прогоняет прочь, при этом с насмешкой «посоветовав» ему вылечиться у матушки Бузины, не забыв сказать про неё «Жила-была».
Атаманша сообщает Герде страшную новость: оказывается, северный олень давно умер от тоски по свободе. Героиня в отчаянии, как вдруг перед ней появляется Снежная королева и предлагает свою помощь. Силой взгляда она поднимает их обеих в воздух, однако мучимая жаждой мести Герда устраивает в небе переполох. Зрительный контакт между соперницами нарушается, и они, по счастливой случайности, падают прямо возле входа в ледяной дворец (при этом Герда теряет спичку). Во дворце Снежная королева уговаривает Герду посмотреться в зеркало, мотивируя это тем, что та должна привести себя в порядок. Всё идёт по плану: из отражения появляется копия Герды в белоснежном платье и с такими же волосами, которую обрадованная Королева тут же ведёт к Кею. Саму же девушку из замка выпроваживают придворные снеговики и снежинки, но ей на помощь вновь приходит Голос сказки, избавившийся от простуды. Он разгоняет прислугу, после чего вместе с Гердой бежит спасать Кея от обмана.
В учебном кабинете между героиней и её двойником возникает спор, так как последняя утверждает, что именно она — настоящая Герда. Когда же они обе просят Кея самому догадаться, кто есть кто, тот отвечает равнодушием. Снежная королева торжествует и уводит юношу с собой, но тут Герда вспоминает про спичку и, не найдя её, в последний момент выхватывает друга из рук злодейки. Кей наконец узнаёт свою подругу, а Голос вручает ей обронённую спичку и зажигает её. Герда берёт горящую спичку в руку, поверженная Королева  и ледяной двойник Герды тают…
Герда приходит в себя лишь после того, как обжигает пальцы и это замечает Кей. Они оказываются в родной квартире, и им поначалу кажется, что всё произошедшее им померещилось. Но когда Кей открывает окно и кричит, эхо вновь отвечает ему голосом Снежной королевы. Герда в недоумении: «Она же растаяла!» Голос сказки поясняет: да, Королева растаяла, но не растаяли льды, сковывающие моря и океаны, равно как не исчезли равнодушие и высокомерие в сердцах людей. Фильм оканчивается фразой:
Ах, друзья мои! Снежную Королеву каждый раз надо побеждать заново. Поэтому думайте и беспокойтесь, беспокойтесь и думайте…

## В ролях
- Ян Пузыревский — Кей
- Нина Гомиашвили — Герда (вокал и голос — Светлана Степченко)
- Алиса Фрейндлих — Снежная королева
- Олег Ефремов — Голос сказки
- Вия Артмане — госпожа Осень
- Людмила Макарова — Атаманша
- Владислав Стржельчик — Барон, Которого Нет
- Александр Леньков — Снеговик
- Леонид Ярмольник — принц Нарцисс
- Сергей Проханов — Крапивный побег
- Владимир Качан — Крапивный побег
- Владимир Виноградов — Вьюнок
- Всеволод Ларионов — Звездочёт
- Михаил Богдасаров — Башмачник
- Пётр Складчиков — Свинопас
- Александр Пятков — Мельник
- Наталья Трубникова — Старшая снежинка

## Съёмочная группа
- Автор сценария и стихов: Вадим Коростылёв
- Режиссёр: Николай Александрович
- Оператор: Георгий Криницкий
- Художник-постановщик: Владимир Птицын
- Композитор: Марк Минков
- Запись музыки: Владимир Виноградов

## Песни
1. Песня Сказочника — 2:40
2. Песенка Герды — 1:46
3. Песня Снежной Королевы — 2:03
4. Где же сказка — 2:01
5. Песня Снеговика — 2:01
6. Танго Нарцисса — 1:10
7. Песня Крапивных побегов — 1:28
8. Песня Вьюнка — 1:20
9. И в сказках наступает ночь — 3:07
10. Отворите волшебные двери — 3:21
11. Вьюга и вальс снежинок — 2:50
12. Песня барона — 1:40
13. Танго Снежной Королевы — 2:33
14. Песня Атаманши и разбойников — 1:54
15. О, Кей! — 1:31
16. Финал — 3:52

## Факты
- В 1987 году на фирме «Мелодия» вышла виниловая пластинка «Тайна Снежной королевы. Песни из кинофильма». На обложке пластинки Сергей Проханов ошибочно указан как А. Проханов.
- В 2015 году вышел одноимённый фильм режиссёра Натальи Бондарчук, называемый также «Снежная королева и её тайна», который снят по другому сценарию и к данному фильму прямого отношения не имеет.